# 革新开放 (越南)

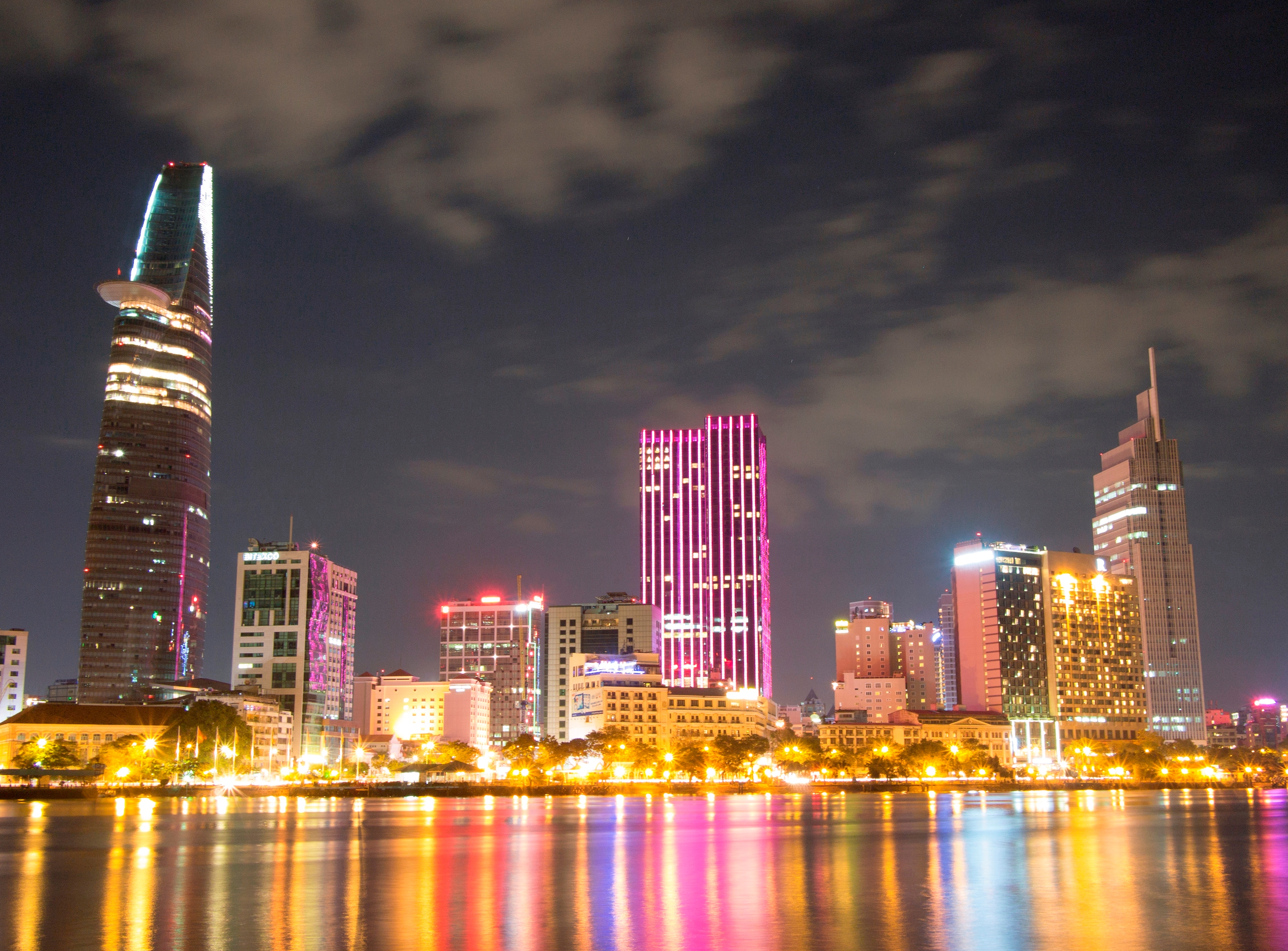
胡志明市夜景

革新（越南语：／，發音：[ɗo᷉i mə̌ːi]），亦指越南改革开放，指的是越南自1986年開始學習中國大陸由邓小平等人所創立的改革开放，實行經濟改革，向中國大陸借鉴和學習，建立社会主义主导的市场经济的一系列政策。在越南語中，「đổi mới」（革新）一詞作為泛稱被廣泛使用，但「革新政策」则特別專指這些政策。文化思想領域革新被稱為「开放」（越南语：／）。在中文界，一般把這兩方面的改革統稱為革新開放，常被同中國大陸的改革開放做比較。
北方的越南民主共和國政權（北越）最初主要採用計劃經濟。在計劃經濟下，中央政府決定生產目標及價格、投入供給、國內批發及零售貿易，以及國際貿易；國家以創建一個垂直的一體化經濟為目標，因此在生產單位上沒有水平的商業聯繫。:200在農業部份，政府形成三级合作社：生產團結組織，共享土地和設備的低等級合作社，以及執行決定分配所有收入的工分制度的高等級的合作社。然而，在越南共產黨第六次全國代表大會之後，計劃經濟於20世纪80年代末被廢除。

## 背景
革新是一個自上而下的改革進程，牽涉到1980年代中期越南少數幾個最有權勢的高級政要。
在革新之前，越南经历过一次严重的經濟危機；通貨膨脹飆升至700%以上，經濟增長下降，外贸入超。此外，蘇聯的援助減少，加剧了越南在國際上的孤立。這導致了對越南過去計劃體系得失的激烈爭論，要求变革的呼声迅速被提上1986年越南共產黨第六次全國代表大會。
1986年越共總書記黎筍逝世引發的變化是其中一個关键环节。長期以來黨的最高领导层，如長征和范文同，推行的极左经济政策被认為是造成越南國內危機的原因，並遭到舆论攻擊。1986年12月，越共六大選出更加開明的阮文靈作為黨總書記，他是一名改革家和前越南南方民族解放陣線的領袖。
多个政治活动最终敦促越南領導人採取改革。首先，專家和親市場改革主義者要求基於1985年经济崩潰之後的情况，改革社會主義，最终对改变北越模式制造了強大动力。其次，商人感謝改革帶來的經濟效益，并支持更深層次的改革。最后，南方的自由主義者希望回到1975年以前的體系，支持改革。Fforde詳盡闡述了第二點；在1980年代初期的“過渡時期”，國有企業倾向于自由市場，因为它不仅有利于通过易於接近廉價的資源賺取利潤，还让各種各樣的人包括工人、管理者及更高層的领导者分享了利益。這個利潤分享提供了改革的及商業化在黨內的基礎，推動了市場經濟。

## 过程

### 前期改革
在1986年越共六大正式發起革新的時候，局部改革早已在80年代初开始进行。越南解决70年代末期中央計劃體系的經濟問題時，已經出现了改革的早期跡象。
这时，三個有著不同利益的重要團體都提出各自的改革诉求，相互博弈：當權者為了维持權力，力挺計劃體系，但面對外部的經濟压力，地方當權者及企業管理者試圖保護盡可能多的盈餘，而這些人在計劃體系下缺乏進入親屬關係和黨內網絡的拨款，因此只能享受很少的效益。在70年代末期和80年代早期，博弈進程開始改變，一些外部人士被准许参与重要改革。地方政府要求进出口权力下放，工業廠房和設備的使用次序决定权，非農業投入的分配权，而中央政府擔心對市场貿易的允許會導致他们失去對經濟的控制。為了得到農業投资、備用零件、食物及消費品，商業部才對改革有所認可。1978年的10月及11月，北方的合作社領導們獲准在冬季出租土地給成員，只要後者共同按天數提供冬季的收成，在春季再交回土地用來種植稻穀。而且，在中央執行委員會和政府的部長會議認可下，農民可以種植合作社中最貧瘠的土地五年。這些微小的措施是改革的初始階段，最终促成了土地的私有化。
1979年8月，在越南共产党第四次中央委员会第六次全體會議上，发生了有關於是否将部份決策及規定去中心化、以更多的刺激擴大生產的爭論。1980年，40項決定通過後，省政府獲准自行建立貿易公司。
外貿構成經濟最大占比後便成為了國家開展改革的一個重要領域。國家對外貿壟斷不久被打破。1981年，其他重要改革措施也獲得通過。其中一項是關於農業領域合同的100條指導方針。新的包工制度有四個主要特點。第一，農業用地被分配給適齡工作成員。第二，工人或其團體在與合作社訂立協議後，可以单独負責耕種的數個階段。第三，每個人或團體得出售指定土地上產量盈余的部份。最後，農民可以保留指標之外的所有产出。另外，國家通過25-CP決議，允許國有企業生產生产超出三年計劃體系之外的計劃產量。根據該决议，一項計劃分為三個元素，A計劃、B計劃和C計劃。一旦國有企業生產及用補充投入賣給國家，B計劃便可以允許他們自由處理剩余產品。根據C計劃，企业可以开展副業。這一系統讓國家自1980年代初期的经济危机中恢復。繼這些措施之後，許多消費品也被從配給表中移除，以便按照市場價格增加貿易，並补充國家貿易體系的不足。

### 后期改革
面對這些經濟問題，在1986年12月的越共六大上，同意將依賴於國家補貼的中央管理系統廢除，将焦點轉移到市場經濟，而私人領域同國家在非戰略領域的競爭被允许存在。1987年，為了阻止貿易而設置的檢查站顯著減少。私人農產品市場獲准販賣，並迅速增長。
後來，越南共產黨开始鼓勵私人企业的发展。自从1990年，私人領域法律框架开始发生變化。私人企業法獲得通過，給私有制公司提供法律依據，而公司法则承認了股份有限公司和私人有限責任公司。1992年確立的新憲法正式承認私人領域的作用。
農業領域的改革也进一步深入，新的土地法於1988年獲得通過，承认了私有土地使用權。此外，10條中央決議發佈，根據此決議，農民獲准長期使用土地、將產品在自由市場上銷售，且不再必須參與合作社。1988年末，紅河三角洲幾乎所有合作社的家庭被賦予農業領域的新權利。土地使用權一般不到十年。
1987年11月，通过217-HDBT法令。使國有企業享有更多獨立的完全自主的權利，這是革新中一個決定性法令。基於收益引入會計系統，在大部份企業以收益目標取代生產目標，給管理者更多自主权，涉及產量、人力資源、財務決策，以消除國有企業的預算分配及投入，国家管制在市場上的銷售，仅以國有商業銀行的貸款形式提供補貼，不同於大型公共工程，允許保留折舊費。

## 意識形態
革新導致了社会主义主导的市场经济的發展，在社會主義主導的市場經濟中，國家在經濟中扮演了舉足輕重的角色，但私有企業和合作社在商品生產中扮演重要的角色。一方面，越南共產黨重申了自己在社會主義經濟方針的承諾，經濟革新意在鞏固社會主義。
另一方面，革新不僅受到社會主義思想的影響，還受到東亞和東南亞新興工業化國家榜樣的影響。事實上，在1987年至1989年期間，越南自柬埔寨撤軍，使河內能夠改善其與東南亞國家協會各國的關係，多虧了這個友好關係，越南領導層從這些國家現代化進程中獲得了本質上的領悟。
例如，1987年11月，一個由副總理武文傑率領的越南經濟代表團訪問印度尼西亞，旨在學習印尼經濟最近的發展。代表團從印尼經驗中吸取了教訓。第一，他們得出農業發展尤其是食品生產應該有優先權的結論。第二，工業應該服務和幫助農業。第三，石油生產將刺激化學工業以及其他製造業分支的發展。第四，應該給國外直接投資創造有利條件。

## 影響
經濟自由化的「大爆炸」幾乎在一夜之間發生，將一個停滯的農業經濟改變成充滿生氣的、市場驅動的、資本主義的體系。小企業家階層的出現和突然膨脹製造了在地市場的繁榮，以及市區中「街頭資本主義」的出現。

### 工業
1988年以前，越南沒有任何私有企業運營，除了家庭市場，不雇傭任何勞動力。
1990年公司法通過後，私有企業的數量增長，1996年共有註冊在案的190家股份有限公司和8900家有限責任公司。私人領域在服務領域扮演重要角色，1996年在零售業活動中增長到41%至76%。此外，2002年企業法的通過，消除了150種商業執照和許可證，減少了註冊花費的時間，導致私有制公司數量的穩定增長；新註冊的私有制企業數量自2000年的14,457家，增長到2004年的36,000家。到2004年6月，已經根據公司法註冊的公司總數達到95,357家。
關於對國有企業的影響，採取了一些初步措施，例如一個股份化試點計劃在不多的一些國有企業進行，到1997年，僅有15家國有企業被股份化。為了加緊進度，財政部主持建立股份化中央指導委員會。此外，國家轉移給有關部門或省領導國有企業股份化總數為一百億越南盾的決策。作為結果，國有企業在1998年至2000年期間不斷地被股份化；1998年超過100家，1999年250家，2000年210家。此外，在2001年至2005年期間，受到股份化的國有企業總數達到2188家。

### 社會影響
但是，經濟自由化給越南社會帶來了一些負面影響。第一，城鄉之間的收入差距自改革採取以後就在增長。Beresford認為工業化並且更都市化的省份，與以農業化為主的省份之間的收入差距自1988年以來就在擴大。這有兩個重要原因。第一，繼1980年代末期預算補貼的讓位及所有工業品價格的自由化以後，工業被重組，集中管理的產業主要位於少數城市，並被例如土地許可在內的特權高度保護。另一方面，省級政府所有的國有企業更多受到重組過程的影響。她認為省與省之間收入差距的另一個可能的原因是外國直接投資的集中。隨著1988年外國投資法的通過，外國投資增長；然而在1993年，三分之二的資本來到胡志明市及其三個鄰近的省份，其餘的投資於河內和海防。Luong也強調了外資的集中度，尤其是就領域而言。自2000年以來幾乎90%的外資投資於工業、製造業和服務業，城市地區更多的於此受益。
革新另一個對社會的影響是失去土地的人口上升。Luong解釋了1990年代對西原地區人口的影響。如今越南是繼巴西之後第二大咖啡出口國。為達到此目標，在1990年代，許多京族企業家建立私人咖啡種植園，漸漸侵入了少數民族耕種的土地。咖啡土地面積按十年十倍的速度迅速擴大，1985年僅僅44,700公頃，擴大至2000年的516,700公頃。隨著土地的擴大，越南的咖啡出口直線增長；由1985年的12,300噸標誌性地增長到了2001年的910,000噸。2011年，達到126萬噸。因此，依賴於火耕為生的少數民族搬到了更加不適宜的多山地區。最近，據報導，隨著土地需求的增長，越來越多農民在沒有適當補償的情況下被當地官員沒收或低於市場價格購買的案例出現。例如这样的事实：海防的幾個漁民因反對當地官員的驅逐而與警方發生衝突。
與像咖啡這樣的農業商品相關：當出口增長有助於家庭收入時，與全球市場的一體化也會對在地農民產生負面影響。湄公河三角洲和西原地區對由全球市場決定的農產品價格高度敏感。事實上，在1990年代，羅布斯塔咖啡的出口咖啡價格跌至十分之一；由1994年的4000美元每噸跌至2001年的380美元每噸。这导致收入仅达到成本的一半，使西原地區農民的生活狀況惡化。

## 不同觀點

### 影子經濟
一些資料來源宣稱在革新之前越南已經存在未受約束的企業運營的影子市場。他們常常是面向家庭的商業及農民企業、金融家、貨幣交易者以及走私者。
自從計劃經濟開始，就被指出越南计划經濟之外長期存在三個有利于促进经济活力的因素。第一，由於放鬆貨幣政策，導致米價和工資的波动，促進了對食物消費的需求。第二，黨不能夠完全控制農業集體化。當國家發現由於擔心在戰爭期間失去民心而難以用武力懲罰他們的時候，農業合作社成員試圖生產超過所謂“5%土地限额”的个人自留地。第三，國家缺乏管理经济的經驗和相关体系。由於貧乏的經驗，國有企業沒有遵循其部门领导的指令，而是為了達到計劃指標和為未來未計劃的經濟而積累必要資本，在獲取用以投资的资金方面很積極。

#### 國有企業
在工業領域，國有企業可以利用需要少量固定資本的技術來製造計劃之外「未列出的」商品。當國家試圖控制這些領域來減輕這些外部活動時，小生產者反抗不合理的要求，改而將投入從自由市場上低價獲取。

#### 農民
審視農業領域，村民在合作社土地以外擁有自己私人的田地來種植作物。據報導農民在個人家庭用地上工作一整天；然而，他們鮮少獻身於合作社用地。1974年，政府農業委員會報告稱由於他們家庭供應的當務之急，海興省合作社的領導們僅能夠有效利用集體工作需求勞動力的30%至40%。因此，來自農民集體工作平均收入的市場佔有率從1960年代初期的38%下降到1971年的30%，而國家預測至1960年代末期會上升至60%。此外，當國家隨著重新統一而擴大合作社時，一種倖存方式是在集體之外賺取收入。

#### 商人
就對外貿易活動而言，當對外貿易由國家集中控制時，在第一階段直到重新統一時，生活消費品被在社會主義國家工作或學習的越南人送回国内的家庭。其後商品貨物的資源多樣化；這些不同物品被海外越南人用船運至他們家庭，
因为有物资的剩余，在美國佔據南方期間，為了融資是可以与苏联进行贸易的。更進一步的，鄰國（例如寮國和柬埔寨）給走私商品進入越南提供了機會。存在來自柬埔寨的两种走私商品；第一包含紅色高棉受害者的剩余物品，其他則自泰國進口。例如，泰國被迫承擔高關稅的啤酒通常通過海路走私進入越南。
因此，一些觀察家假設，非正式領域並未大量生產直到1986年革新政策改革為止。存在的影子經濟为支持農民經濟的經濟改革打好基礎，促進當地資本的積累及生產性投資，創造城市商品及服務，保持創業精神，並證明給政府，國家發展可供選擇的路徑是可能的。

### 農民反抗
在越南共產黨高層領導人自1986年以來發起改革被廣泛相信的同時，也有爭議認為村民对國家政策的抵制帶來了改變，導致集體農業的讓位。當國家在重新統一之後擴大集體農業時，北方的農民抵抗集體農業。他們反對的手段包括在公眾場合批評領導人、偷竊糧食、在合作社用地工作時表現出懶散、且試圖盡可能多的在合作農業以外透過勤奮耕作和更多的肥料來賺錢。隨著合作社情況惡化，國家實施調查；共產黨的農業委員會認識到了農業和牧業生產的停滯。此外，在農業部和委員會的研究機構工作的官員強調，實行小農經濟可以給農民們物質刺激和更多機會，這得到了一些黨政高官的支持。政府對於集體農業態度的轉變，導致了1981年1月《100指令》（產品合同）的修改。最初產品合同約定給產品帶來積極影響；不過，村民們繼續表達他們對體系的失望，尤其是高指標和貪污。而且，在產品合同約定下，合作社沒有能力實施工作分配，國家領導人在1987年的土地法和1988年的10項决议中徹底放棄了集體農業。

## 延伸閱讀
- Murray, Geoffrey.  Vietnam : Dawn of a New Market.  New York : St. Martin's Press, 1997.
- Pham, Minh Chinh, and Vuong, Quan Hoang. Kinh te Viet Nam - Thang tram va Dot pha. Hanoi: NXB Chinh Tri Quoc Gia, 2009. （页面存档备份，存于）
- Chen, J and Vu, A. Vietnam after the regional economic crisis.
- Vuong, Quan Hoang. Financial Markets in Vietnam's Transition Economy: Facts, Insights, Implications. （页面存档备份，存于） ISBN 978-3-639-23383-4, VDM-Verlag, Feb. 2010, 66123 Saarbrücken, Germany.

## 外部連結
- Vietnam : “Doi moi” and the World Crisis （页面存档备份，存于）
- Vuong, Quan Hoang and Tran, Tri Dung. "The Cultural Dimensions of the Vietnamese Private Entrepreneurship". ICFAI Journal of Entrepreneurship Development, VI(3&4), pp. 54-78, Sept.-Dec. 2009. © ICFAI University Press. （页面存档备份，存于） (article)
- Fulbright Economics Teaching Program in Vietnam